# Isophysis tasmanica
Isophysis es un género monotípico de plantas perennes, rizomatosas, oriundas de Tasmania, perteneciente a la familia de las iridaceae. El género está constituido por una única especie, denominada Isophysis tasmanica y constituye en sí mismo una subfamilia: Isophysidoideae.

## Descripción
Presenta hojas parecidas al follaje de un pasto, por lo que se lo denomina "graminoide". Sus flores, con forma de estrella, son actinomorfas, hermafroditas, solitarias y se hallan en la extremidad de un escapo floral, protegidas por espatas. Los 6 tépalos son de color rojo-borravino y contrastan con las tres anteras de color amarillo. Una característica sobresaliente de esta especie y que la separa de todas las otras especies de la familia de las Iridáceas, es que presenta ovario súpero y unilocular.

## Taxonomía
Isophysis tasmanica fue descrita por (Hook.) T.Moore  y publicado en Proceedings of the Linnean Society of London 2: 212. 1853.
Etimología
Isophysis: nombre genérico que deriva de las palabras griegas: iso («identica») y physis («natura») que significa "idéntico a la naturaleza".
tasmanica: epíteto geográfico que alude a su localización en Tasmania.
Sinonimia
- Hewardia tasmanica Hook., Icon. Pl. 9: t. 858 (1851).[4][5]